# All My Loving
All My Loving è la terza traccia dell'album With the Beatles pubblicato nel 1963 dai Beatles in Europa.

## Il brano

### Storia
Sicuramente seconda sotto l'aspetto della composizione alle contemporanee She Loves You e I Want to Hold Your Hand, All My Loving può essere però considerata la canzone dei Beatles di maggior successo nel 1963. Interamente composta da McCartney (nonostante sia stata come al solito accreditata alla coppia Lennon/McCartney), è stato il primo caso in cui l'autore scrisse prima il testo e poi la musica.
Il brano fu certamente creato durante il tour con Roy Orbison del maggio del 1963, si crede durante un viaggio in pullman, dove McCartney concepì le parole, che ricordano lo stile epistolare di P.S. I Love You. Poco dopo il viaggio, si mise a musicarle a un pianoforte. Altri ritengono invece che il testo fosse già stato scritto in precedenza, nato originalmente come una poesia. Questo creerebbe un legame tra All My Loving e Across the Universe di Lennon.

### Composizione
La musica (certamente scritta al pianoforte; si può notare la discesa cromatica nel ritornello) piacque subito a Lennon, che nel brano esegue un particolare accompagnamento terzinato alla chitarra («Sono stato proprio bravo», dirà poi). Nulla però viene tolto alle prestazioni di Paul e George, il primo eseguì un'interessante frase con la tecnica del walking-bass (presa in prestito dal Jazz), mentre il secondo lasciò un magnifico quanto complesso assolo di chitarra a bicordi, similmente a quanto farà poi per Can't Buy Me Love. Questo brano è anche uno dei pochissimi casi in cui l'assolo si appoggia su una combinazione di accordi differente da strofa o ritornello.
La freschezza e la spensieratezza del brano fanno chiudere un orecchio all'ascoltatore riguardo ai piccoli difetti di intonazione di McCartney. I Beatles la eseguirono spesso dal vivo, dove Harrison cantava l'armonia bassa della strofa che McCartney raddoppiava.
All My Loving appartiene a quella categoria di canzoni di McCartney che furono considerati capolavori col senno di poi, ma originalmente non furono pubblicati come singoli, come, tra gli altri, Yesterday e Michelle. In questo fatto è evidente come McCartney tenesse più alla solidità del gruppo che alla gloria personale.
Il brano viene pubblicato su singolo negli Stati Uniti (con This Boy al lato b) e raggiungere la 45 posizione, mentre in Canada la prima

## Formazione
- Paul McCartney - voce, basso
- John Lennon - cori, chitarra ritmica
- George Harrison - cori, chitarra solista
- Ringo Starr - batteria